# مستقبل استكشاف الفضاء
يشمل مستقبل استكشاف الفضاء كلًا من الاستكشاف التلسكوبي والاستكشاف المادي بواسطة المركبات الفضائية الروبوتية ورحلات الفضاء البشرية.
يجري التخطيط والإعلان عن مهمات الاستكشاف المادي على المدى القريب، التي تركز على جمع معلومات جديدة عن النظام الشمسي، من قبل المنظمات الوطنية والخاصة. هناك خطط مبدئية لإطلاق مهام مدارية ومهام مأهولة إلى القمر والمريخ لبناء بؤر استيطانية علمية ستمكننا لاحقًا من إنشاء مستوطنات دائمة ومكتفية ذاتيًا. من المحتمل أن تتضمن عمليات الاستكشاف الإضافية رحلات استكشافية واستيطانية إلى الكواكب الأخرى وأقمارها بالإضافة إلى إنشاء بؤر استيطانية للتعدين والتزود بالوقود، لا سيما في حزام الكويكبات. سيكون الاستكشاف المادي خارج النظام الشمسي روبوتيًا في المستقبل المنظور.

## المهمات غير المأهولة

### بريك ثرو ستارشوت
بريك ثرو ستارشوت هو مشروع بحثي وهندسي من قبل برنامج المبادرات الاختراقية لتطوير إثبات لمفهوم مركبات فضائية ضوئية شراعية تُسمى ستارشب، لتكون قادرة على القيام برحلة إلى نظام ألفا سنتوري (رجل القنطور) النجمي الموجود على بعد 4.37 سنة ضوئية. تأسس المشروع عام 2016 من قبل يوري ميلنر وستيفن هوكينج ومارك زوكربيرج.

### القمر

#### تشانغ آه 5
تشانغ آه 5 هي مهمة استكشافية قمرية صينية تتكون من مركبة هبوط ومركبة إعادة عينات. من المقرر إطلاقها في عام 2020، بعد تأجيلها بسبب فشل مركبة الإطلاق الثانية من طراز لونغ مارش 5 في عام 2017. ستكون مهمة تشانغ آه 5 أول مهمة صينية لإعادة عينات، وتهدف إلى جمع وإعادة ما لا يقل عن كيلوجرامين من عينات تربة وصخور القمر إلى الأرض. مثل سابقاتها، سُميت المركبة نسبةً إلى إلهة القمر الصينية، تشانغ آه.
ستكون هذه أول مهمة لإعادة عينات قمرية منذ مهمة لونا 24 في عام 1976، وإذا نجحت، ستصبح الصين ثالث دولة تعيد عينات من القمر. ستُطلق المركبة من مركز وينتشانغ لإطلاق الأقمار الصناعية في هاينان.

#### أرتميس 1
أرتميس 1 هو اختبار طيران غير مأهول قادم ضمن برنامج أرتميس Artemis التابع لناسا والذي سيكون أول رحلة متكاملة لكبسولة أوريون إم بّي سي في ونظام إقلاع الفضاء الثقيل التابع للوكالة.
كانت تُعرف المهمة سابقًا باسم المهمة الاستكشافية 1 (إي إم 1)، أُعيد تسمية المهمة بعد اقتراح برنامج أرتميس. ستُطلق المهمة من مجمع الإطلاق بي 39 في مركز كينيدي للفضاء، حيث ستُرسل مركبة أوريون الفضائية في مهمة لمدة 25.5 يومًا، 6 منها في مدار تراجعي حول القمر. ستختبر المهمة مركبة أوريون الفضائية وصاروخ نظام إقلاع الفضاء استعدادًا للرحلات المأهولة بدءًا من اختبار الطيران الثاني لنظام أوريون ونظام إقلاع الفضاء، أرتميس 2 في سبتمبر 2022،[بحاجة لمصدر] حين سيُرسل طاقم مكون من أربعة رواد فضاء في رحلة حول القمر في مهمة لمدة أسبوع ليعودوا قبل بدء تجميع محطة البوابة القمرية حول القمر، وذلك بين عامي 2022 و2023.

### المريخ

#### روزاليند فرانكلين
روزاليند فرانكلين، المعروفة سابقًا باسم مركبة إكسو مارس المتجولة، هي مركبة متجولة مريخية، وهي جزء من برنامج إكسو مارس الدولي بقيادة وكالة الفضاء الأوروبية ووكالة الفضاء الاتحادية الروسية (روسكوزموس).
كان من المقرر إطلاقها في الأصل في يوليو 2020، ولكن جرى تأجيل الإطلاق منذ ذلك الحين بسبب مشكلات في اختبار آلية هبوط المركبة. من المقرر إطلاق المهمة في يوليو 2022. تشمل المهمة مركبة إطلاق روسية، ووحدة نقل تابعة لوكالة الفضاء الأوروبية، ومركبة هبوط روسية تُدعى كازاشوك، التي ستُنزل المركبة المتجولة على سطح المريخ. بمجرد هبوط المركبة بأمان، ستبدأ المركبة التي تعمل بالطاقة الشمسية مهمةً مدتها سبعة أشهر (218 يومًا مريخيًا) للبحث عن أدلة على وجود حياة سابقة على المريخ. ستعمل مركبة الغازات الشحيحة المدارية (تي جي أوه)، التي أُطلِقت عام 2016، كقمر صناعي لنقل البيانات من وإلى روزاليند فرانكلين ومركبة الهبوط.

#### مانغاليان 2
مهمة المريخ المدارية 2 (إم أوه إم 2)، والتي تُسمى أيضًا مانغاليان 2، هي ثاني مهمة هندية بين كوكبية ستُطلق إلى المريخ من قبل منظمة أبحاث الفضاء الهندية (إزرو). وفقًا لبعض التقارير التي ظهرت، كان من المقرر أن تشمل المهمة مركبةً مدارية مريخية ستُطلق عام 2024. مع ذلك، في مقابلة مسجلة في أكتوبر 2019 أشار مدير مركز فيكرام سارابهاي الفضائي (في إس إس سي) إلى إدراج مركبة هبوط ومركبة متجولة. سيستخدم المسبار مناورة الكبح الجوي لخفض نقطة الأوج الأولية للدخول في مدار أكثر ملاءمة لعمليات الرصد.

### الكويكبات

#### لوسي
من المقرر إطلاق مركبة لوسي الفضائية، التي هي جزء من برنامج ديسكفري التابع لناسا، في أكتوبر 2021 لاستكشاف ست كويكبات من نوع طروادة وكويكب في حزام الكويكبات. يُعتقد أن أسراب كويكبات طروادة الموجودة أمام وخلف المشتري هي أجرام داكنة مكونة من نفس مواد الكواكب الخارجية التي سُحبت لتدخل في مدار بالقرب من المشتري. ستكون لوسي أول مهمة لدراسة كويكبات طروادة، ويأمل العلماء أن تؤدي نتائج هذه المهمة إلى إحداث ثورة في معرفتنا عن تشكل النظام الشمسي. لهذا السبب، سُميت المهمة لوسي، نسبة لمستحاثة لوسي التي قدمت نظرةً ثاقبةً على تطور البشر. الكويكبات التي دُرست هي أحافير قديمة لتشكل الكواكب والتي يمكن أن تحمل أدلة على أصول الحياة على الأرض.

#### سايكي
من المقرر إطلاق مركبة سايكي الفضائية، التي هي جزء من برنامج ديسكفري التابع لناسا، في نهاية عام 2022 إلى كويكب 16 سايكي، جرم معدني في حزام الكويكبات. يبلغ عرض 16 سايكي 130 ميلًا (210 كيلومتر)، وهو مكون بالكامل تقريبًا من الحديد والنيكل بدلًا من الجليد والصخور. بسبب هذا التكوين الفريد، يعتقد العلماء أنه بقايا لبّ كوكب فقد طبقاته الخارجية نتيجة سلسلة من التصادمات، ولكن من الممكن أن يكون مجرد مادة غير مُنصهرة. تأمل ناسا جمع معلومات حول تشكل الكواكب من خلال الدراسة المباشرة للجزء الداخلي المكشوف لجرم كوكبي، وهو أمر ليس ممكنًا لولا ذلك.

### الكواكب العملاقة الغازية

#### جووس
مستكشف أقمار المشتري الجليدية (جووس) هو مركبة فضائية بين كوكبية قيد التطوير من قبل وكالة الفضاء الأوروبية (إيسا) بالتعاون مع شركة إبرباص للدفاع والفضاء كمقاول رئيسي للمشروع. يجري تطوير المهمة لتسافر إلى نظام المشتري، وستركز على دراسة ثلاثة من أقمار جاليليو: غانيميد وكاليستو وأوروبا (باستثناء آيو الأكثر نشاطًا بركانيًا) التي يُعتقد أنها تحتوي على كميات كبيرة من الماء السائل تحت أسطحها، ما يجعلها بيئات قد تكون صالحة لإيواء الحياة. من المقرر إطلاق المركبة الفضائية في يونيو 2022 لتصل إلى كوكب المشتري في أكتوبر 2029 بعد إجراء خمس مناورات مساعدة جاذبية وقضاء 88 شهرًا في الفضاء. بحلول عام 2033، ستدخل المركبة الفضائية مدارًا حول غانيميد لتبدأ مهمتها العلمية القريبة ما سيجعلها أول مركبة فضائية تدور حول قمر آخر غير قمر الأرض.

#### أوروبا كليبر
أوروبا كليبر (المعروفة سابقًا باسم بعثة التحليقات المتعدده حول أوروبا) هي مهمة بين كوكبية قيد التطوير من قبل وكالة ناسا تضم مركبةً مدارية ومن المقرر إطلاقها في عام 2025. يجري تطوير المركبة الفضائية لدراسة قمر أوروبا خلال سلسلة من التحليقات أثناء وجودها في مدار حول كوكب المشتري.
هذه المهمة هي رحلة مُقررة لقسم علوم الكواكب التابع لناسا، وتُعتبر مهمةً علمية إستراتيجية كبيرة، وتُمول في إطار برنامج استكشاف النظام الشمسي التابع لمكتب برنامج المهمات الكوكبية باعتبارها مهمة البرنامج الثانية. كما أنها مدعومة من قبل برنامج استكشاف عوالم المحيطات الجديد. ستقوم أوروبا كليبر بإجراء دراسات متابعة لتلك التي أجرتها مركبة جاليليو الفضائية خلال سنواتها الثمانية حول المشتري، التي أشارت إلى وجود محيط تحت سطح القشرة الجليدية لقمر أوروبا. في البداية، شملت الخطط الأولى لإرسال مركبة فضائية إلى أوروبا مشاريع مثل مركبة أوروبا المدارية والمسبار المداري لأقمار المشتري الجليدية، التي خُطط أن تدور أوروبا. مع ذلك، نظرًا للتأثيرات الضارة لإشعاع غلاف المشتري المغناطيسي في مدار أوروبا، فقد تقرر أنه من الأكثر أمانًا إرسال مهمة لتدخل في مدار اهليجي حول المشتري لتجري 45 تحليقًا قريبًا من أوروبا. بدأت المهمة كدراسة مشتركة بين مختبر الدفع النفاث ومختبر الفيزياء التطبيقية.

### التلسكوبات الفضائية

#### تلسكوب جيمس ويب الفضائي
تلسكوب جيمس ويب الفضائي (جي دبليو إس تي أو «ويب») هو تلسكوب فضائي مُخطط له ليكون خليفة تلسكوب هابل الفضائي. سيوفر جي دبليو إس تي دقةً وحساسيةً محسّنة بشكل كبير مقارنةً بتلسكوب هابل، وسيوفر مجموعةً واسعة من الدراسات في مجالات علم الفلك وعلم الكون، بما في ذلك رصد بعض الأحداث والأجرام الأبعد في الكون، مثل تشكل المجرات الأولى. تشمل أهدافه الأخرى فهم تشكل النجوم والكواكب، والتصوير المباشر للكواكب الخارجية والمستعرات.
تتكون المرآة الأساسية لجي دبليو إس تي، أي عنصر التلسكوب البصري، من 18 مرآة سداسية مصنوعة من البريليوم المطلي بالذهب والتي تشكل مجتمعةً مرآةً قطرها 6.5 متر (21 قدمًا؛ 260 بوصة) التي هي أكبر بكثير من مرآة هابل البالغ قطرها 2.4 متر (7.9 قدم، 94 بوصة). على عكس هابل، الذي يرصد الأطياف القريبة من الأشعة فوق البنفسجية والمرئية والأشعة تحت الحمراء القريبة (0.1 إلى 1 ميكرومتر)، سيرصد جي دبليو إس تي في نطاق تردد أضيق، من الضوء المرئي ذي الطول الموجي الطويل حتى منتصف طيف الأشعة تحت الحمراء (0.6 إلى 27 ميكرومتر)، ما سيسمح له برصد الانزياح الأحمر العالي للأجرام القديمة جدًا والبعيدة جدًا التي يتعذر على هابل رصدها. يجب أن يظل التلسكوب شديد البرودة لرصد الأشعة تحت الحمراء دون حدوث أي تداخل، لذلك سيوضع في الفضاء بالقرب من نقطة لاغرانج الثانية (إل 2) الخاصة بالأرض والشمس، وسيحافظ واقي شمسي كبير مصنوع من الكابتون المطلي بالسيليكون والألمنيوم على مرآته وأدواته ضمن درجة حرارة أقل من 50 كلفن (220- درجة مئوية؛ 370- درجة فهرنهايت).

## المهمات المأهولة

### برنامج أرتميس
برنامج أرتميس هو برنامج رحلات فضائية مأهولة يجري تطويره من قبل ناسا وشركات رحلات الفضاء التجارية الأمريكية وشركاء دوليين مثل وكالة الفضاء الأوروبية، بهدف هبوط «أول امرأة والرجل التالي» على سطح القمر، وتحديدًا في منطقة القطب الجنوبي للقمر بحلول عام 2024. ستكون أرتميس الخطوة التالية نحو الهدف طويل الأمد المتمثل في إنشاء وجود مستدام على سطح القمر، ووضع الأساس للشركات الخاصة لبناء اقتصاد قمري، وإرسال البشر إلى المريخ في نهاية المطاف.
في عام 2017، جرى الموافقة على هذه الحملة القمرية بموجب توجيه سياسة الفضاء 1، لاستخدام العديد من برامج المركبات الفضائية الحالية مثل أوريون ومحطة البوابة القمرية والخدمات التجارية للحمولة القمرية وإضافة مركبة هبوط مأهولة غير مطورة بعد. سيكون نظام الإقلاع الفضائي مركبة الإطلاق الأساسية لأوريون، بينما من المقرر استخدام مركبات الإطلاق التجارية لإطلاق عناصر أخرى مختلفة من الحملة. طلبت ناسا 1.6 مليار دولار كتمويل إضافي لبرنامج أرتميس للسنة المالية 2020، بينما طلبت لجنة المخصصات في مجلس الشيوخ من ناسا ملف ميزانية الخمس سنوات القادمة وهو أمر ضروري لتقييم وموافقة الكونغرس.

### سبيس إكس ستارشيب
من المقرر أن تكون مركبة ستارشيب التابعة لشركة سبيس إكس مرحلةً ثانية لمركبة إطلاق قابلة لإعادة الاستخدام. هذا المفهوم قيد التطوير من قبل سبيس إكس، كمشروع خاص للرحلات الفضائية. يجري تصميم ستارشيب لتكون مركبةً فضائيةً طويلة الأمد لحمل البضائع والركاب. في حين ستُختبر المركبة لوحدها في البداية، ستُستخدم لاحقًا في عمليات الإطلاق المدارية مع مرحلة تعزيز إضافية، صاروخ سوبر هيفي، إذ ستكون ستارشيب المرحلة الثانية لمركبة الإطلاق المدارية ذات المرحلتين. يُطلق على مزيج المركبة الفضائية والمُعزز اسم ستارشيب أيضًا.